# Herbert Forthuber

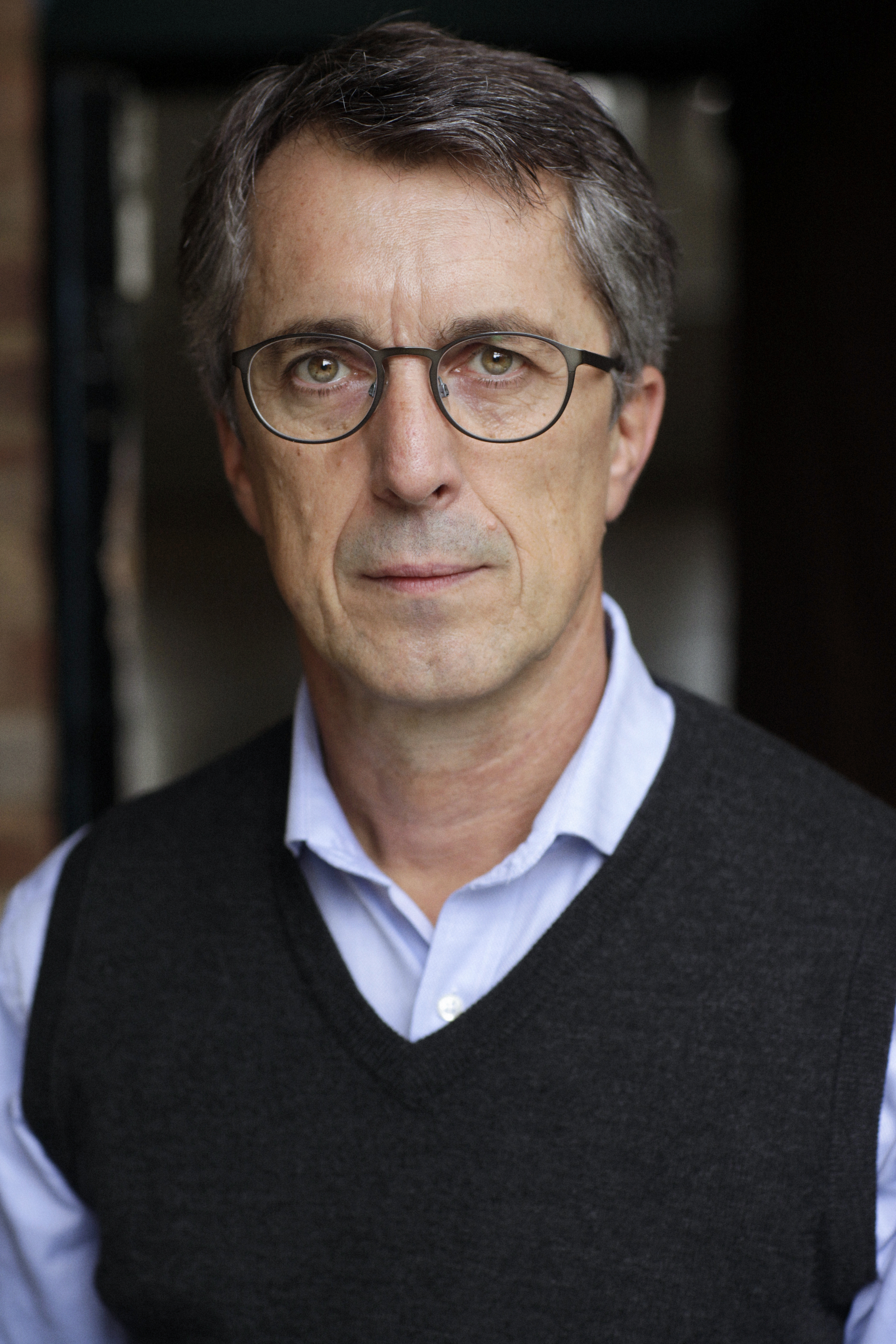
Herbert Forthuber (2016)

Herbert Forthuber (* 15. September 1960) ist ein österreichischer Schauspieler.

## Leben
Herbert Forthuber, ursprünglich gelernter Kaufmann, ist Quereinsteiger, der erst als Endvierziger zur Schauspielerei kam. 2008 hatte er eine erste Nebenrolle als Partygast im Kinofilm James Bond 007: Ein Quantum Trost.
Von 2010 bis 2013 nahm er Schauspielunterricht an der Landesmusikschule Österreich in Braunau am Inn. Er besuchte zwischen 2012 und 2015 außerdem verschiedene Kamera- und Filmworkshops u. a. bei der München Film Akademie (MFA), der Münchner Filmwerkstatt bei Bernard Hiller und bei Kirk Baltz. Zusätzlich nimmt er Privatunterricht bei Suzanne Geyer, mit der er seit vielen Jahren zusammenarbeitet.
Ab 2011 wirkte er zumeist in Fernsehfilmen mit, so stellte er Kehat Shorr in München 72 – Das Attentat (2012) oder Hans von Boineburg-Lengsfeld in Rommel (2012) dar. In der ZDF-Fernsehserie Herzflimmern – Die Klinik am See war er 2012 in zwei Folgen als Dr. Stegmann zu sehen. 2014 folgte eine Rolle im Fernsehfilm Die Spiegel-Affäre und im Kurzfilm Wiener Melange.
In der ZDF-Fernsehreihe Unter Verdacht spielte er 2014 in dem Krimi Betongold, der im Februar 2016 auf arte erstausgestrahlt wurde, die Rolle des Bauamtsdirektors Jens Viersen; er stellte einen korrupten Beamten der Stadtverwaltung dar.
In der US-Serie Outlander war er 2016 in der Folge La Dame Blanche als General D’Arbanville zu sehen. Danach folgten Rollen u. a. im Kinofilm Mein Blind Date mit dem Leben (2017) in der Rosamunde-Pilcher-Verfilmung Wo dein Herz wohnt (2018) als Notar Mr. Denton und in der „Kult-Krimiserie“ (Münchner Merkur) Hubert ohne Staller (2019). In der Rosamunde-Pilcher-Verfilmung Liebe ist die beste Therapie (2023) war er als Investor Adam Williamson zu sehen. In dem britischen Krimi-Vierteiler Finders Keepers (2024) war er als Antiquitäten-Händler Gregorie Lechamps zu sehen. Im Kurzfilm The Two Gambits (2024) spielte er die Hauptrolle Walter Kane. Der Film wurde u. a. beim Los Angeles Shorts International Film Festival ausgezeichnet, Herbert Forthuber wurde beim TMFF Festival (Glasgow) als „Best Actor“ nominiert.
Herbert Forthuber ist Mitglied im Bundesverband Schauspiel (BFFS) und im Verband der Österreichischen FilmschauspielerInnen (VÖFS). Er lebt in der Nähe von München und in Wien.

## Filmografie (Auswahl)
- 2008: James Bond 007: Ein Quantum Trost (Quantum of Solace)
- 2012: München 72 – Das Attentat (Fernsehfilm)
- 2012: Herzflimmern – Die Klinik am See (Fernsehserie, 2 Folgen)
- 2012: Rommel (Fernsehfilm)
- 2013: Just Married – Hochzeiten zwei (Fernsehfilm)
- 2014: Mord in bester Gesellschaft – Die Täuschung (Fernsehreihe)
- 2014: Die Spiegel-Affäre (Fernsehfilm)
- 2014: Wiener Melange (Kurzfilm)
- 2014: Polizeiruf 110 – Smoke on the Water (Fernsehreihe)
- 2015: 600 PS für zwei (Fernsehfilm)
- 2016: Unter Verdacht – Betongold (Fernsehreihe)
- 2016: Outlander – La Dame Blanche (Fernsehreihe)
- 2017: Mein Blind Date mit dem Leben (Kinofilm)
- 2018: Rosamunde Pilcher – Wo dein Herz wohnt (Fernsehreihe)
- 2019: Bella Germania (Fernsehfilm)
- 2019: Hubert ohne Staller: Babyboom (Fernsehserie)
- 2020: Tatort: Lass den Mond am Himmel stehn (Fernsehreihe)
- 2021: Geliefert (Fernsehfilm)
- 2023: Rosamunde Pilcher – Liebe ist die beste Therapie (Fernsehreihe)
- 2023: Am Ende wird alles sichtbar (Kinofilm)
- 2024: Finders Keepers (Fernsehserie, 1 Folge)
- 2024: The Two Gambits (Kurzfilm)
- 2024: Pfau (Kinofilm)
- 2024: Alles Fifty Fifty (Kinofilm)